# Île de Trielen
Trielen est une île de l'archipel de Molène, située à 6,3 milles marins du Conquet et à 1,3 milles marins de Molène, dans le Finistère, en Bretagne. Elle est située sur le territoire de la commune du Conquet.

## Géographie
Bande de terre orientée sud-ouest / nord-est, l'île s'étend sur 1 km, pour une largeur maximale de moins de 300 m. Elle comporte un plan d'eau intérieur dont l'eau est saumâtre.
On peut y débarquer par deux plages situées à l'est de l'île, Porz au nord, à proximité de l'île aux Chrétiens, et Porz Douc'h au sud, protégée des forts courants de la passe de la Chimère par une avancée rocheuse mais exposée aux vents de sud. La majorité du trait de côte est constituée de galets, de micro-falaises meubles et d'affleurements rocheux, et connait une forte érosion par endroits.

Panorama de l'île, avec au premier plan des ruines et l'étang de l'île, puis l'île aux Chrétiens, Molène et le Ledenez Vraz à l'arrière plan et Ouessant sur la ligne d'horizon.

Elle est recouverte par une végétation rase, essentiellement constituée de fougères et d'herbes grasses, à l'exception de quelques arbustes autour du corps de ferme et d'un figuier, protégé par un muret en galets.

## Histoire

### Préhistoire
Les fouilles archéologiques menées sur l'île ont révélé la présence de plusieurs monuments mégalithiques et un site occupé au cours du second âge du fer (entre 450 et 50 av. J.-C.), avec notamment les traces d'un atelier de production de sel et des dépotoirs présentant des restes animaux variés et très bien conservés, permettant de mieux connaître le régime alimentaire des habitants à cette époque.

### Moyen Âge
Comme Béniguet, au Moyen Âge, l'île appartient aux Comtes de Léon, puis à l'Abbaye de Saint-Mathieu.

### LeXIXesiècle

#### Les conséquences de l'isolement
Le 27 décembre 1891, le journal La Lanterne évoque le sort des habitants de l'îlot de Trielen, qui ont failli mourir de faim :

« Pendant la dernière tempête, les 25 habitants de l'île de Trielen ont failli mourir de faim : la mer avait emporté le seul bateau de l'île. Ils ont mis alors un pavillon en berne ; le sémaphore de l'île de Molène, dès qu'il eut aperçu le signal, envoya le bateau de sauvetage porter des vivres. »

#### Description de Trielen en 1894
En 1893 à Trielen, une épidémie de choléra fit 14 morts dans un groupe composé en tout d'environ 25 personnes, qui étaient occupées à la fabrication de la soude.
Deux industriels, Pellieux et Mazé-Launay, installent vers 1870 deux usines à soude, l'une à Béniguet, l'autre à Trielen. Ces deux industriels ont inventé un nouveau modèle de four qui traite 60 kg de goémon toutes les deux heures, les convertissant totalement en 3 kg de soude. Mais ce brûlage du goémon est très polluant en raison de l'abondance des fumées émises.
Victor-Eugène Ardouin-Dumazet fait cette description de l'Île de Trielen en 1894 :

« Nous devons passer au nord de Quéménès pour éviter des écueils sans nombre. Nous sommes maintenant près du plateau de la Helle, où quelques roches signalées par des tourelles émergent, même à haute mer. Derrière nous, nous laissons Béniguet et Quéménès. D'ici, cette dernière île offre un aspect plus riant, au lieu d'une falaise sombre, elle présente un plateau incliné, couvert de moissons et de cultures. Au-delà de Quéménès surgit une autre terre, haute et longue, d'où montent aussi les fumées du varech, où l'on découvre des maisons. C’est Trielen, île d’un kilomètre de développement, mais très étroite, sur laquelle vivent cependant vingt individus. D'une usine de soude monte un épais nuage de fumée qui couvre l’horizon. Ô la rude et sauvage existence ! »

« Cette île présente sur la carte un curieux aspect, la pointe du nord semble un œil, il y a là une étroite lagune remplissant une vasque rocheuse. Trielen est évidemment l’extrémité d'une terre plus étendue, car elle est assise sur un vaste plateau de roches émergeant à basse mer et qui s’étend alors jusqu'à l'île Molène, située à deux kilomètres et demi plus au nord. »

En 1899 Trielen et les îles avoisinantes, qui appartenaient jusque-là à la commune de Ploumoguer, furent annexées par la commune du Conquet.

### LeXXesiècle

#### Description de Trielen en 1930
Pierre Bouis fait cette description de l'île de Trielen en 1930 dans un article paru dans le journal Ouest-Éclair :

« Les îliens aiment recevoir des visiteurs. Cela les distrait, en leur valant en même temps des nouvelles du continent, la "grande terre" comme ils disent. Par un bienfait de la Providence, Trielen, le plus intéressant des îlots de l'archipel, a pour patron un homme curieux des choses du passé. Reçu dans son intérieur confortable, un "home" qui étonne en ce bout du monde occidental, nous nous passionnerons à l'entendre nous parler de la maison hantée, de ce fantôme surnommé "l'homme à la pipe", qui fait qu'à la nuit close on hésite à passer à tel endroit ; de certain souterrain qui, selon la tradition, relie l'île à la "[grande] terre" (...). Nous suivrons M. Floch pour examiner en sa compagnie des vestiges d'un édifice considérable qui s'élevait jadis dans l'ouest de Trielen. Sur un vaste emplacement nivelé, en avant d'une quantité de rectangles de pierres moussues, ruines d'un village important, nous trouverons la base d'une forte muraille, flanquée des reliefs de deux tours. Quels guerriers, quels pirates vinrent jadis s'y installer ? (...) À  proximité, le "trou du chat" offrait, certes, un abri suffisant aux barques de ces hôtes mystérieux. Ces ruines, nous l'apprendrons, ont été le théâtre de recherches romanesques. Sur la foi de vieux manuscrits, ils venaient y chercher un trésor. Ils piochèrent en vain à la base d'une des tours. (...) Selon les îliens, le trésor de Trielen serait, non pas enfoui dans les ruines, mais envasé au fond d'un étang situé à l'autre extrémité de l'île et dont les eaux reflètent en permanence, avec les nuages du ciel, les fumées de leurs brûleries de goémon. »

#### Description de Trielen en 1938
André Salmon fait, dans le journal Le Petit Parisien, cette description de Trielen en 1938 :

« Aux basses eaux, Trielen se retrouve reliée à Molène par un banc de roches. Diable ! Ne serait-ce qu'une presqu'île ? Vous pouvez croire que, le plus souvent, Trielen a toutes les façons d'être une île, surtout d'une île privée de port. Des hommes, et des femmes aussi, vivent, très pauvrement,sur ce piton de l'Océan. Les pêcheurs, orgueilleux qu'ils sont de la noblesse de leur état, réservent aux gens de Trielen plus de railleries que de franche pitié. Ils nomment "pigouliers" ces fils de la mer qui n'ont même pas de barques. Je dirai ici simplement qu'il s'agit encore ici de goémoniers. »

« Leur vie ? S'il y avait à Trielen des « pigouliers » au XIIIe siècle, leur vie ne devait pas être très différente de celle menée par les goémoniers de 1938. C'est tout dire en peu de mots. Le métier est rude. Couper, récolter, sécher le varech, le brûler selon des règles précises, n'est pas travail d'amateur. Molène, plus heureuse, adresse à Trielen le reproche grave de l'enfumer littéralement, pour peu que le vent s'en mêle, lorsqu'elle met son varech dans les plus primitifs ds fours à soude. »

« Que si l'on tient absolument à ne pas se satisfaire de la vue; quand l'île entière eut s'embraser d'un coup d'œil, si l'on veut tout de bon débarquer, on connaîtra alors les joies combinées de la navigation et d'une équitation sommaire. Les gens de Trielen, qui sont rustauds mais bons diables, feront avancer dans l'eau un gros cheval de trait, l'un de ceux qui tirent les voiturées de goémon, jusqu'à votre embarcation. Vous vous hisserez sur cette « noble conquête » qui vous portera doucement jusqu'au rivage. Vous aurez bien un peu les pieds mouillés, peut-être le mollet, ce ne sera ni la faute du cheval, ni celle des "pigouliers". Ne vous en prenez qu'à votre curiosité. »

Jusqu'à la Seconde Guerre mondiale, les habitants de Trielen faisaient fréquemment à pied, à marée basse bien entendu, le trajet d'une durée d'une heure et quart environ jusqu'à l'île de Molène à travers les rochers et le goémon. Une marche analogue est organisée chaque année depuis 1990.

#### Trielen après la Seconde Guerre mondiale
Trielen a accueilli une ferme importante, comme en témoignent aujourd'hui ses ruines et ses bâtiments, mais aussi les murets en galets qui délimitaient les parcelles cultivées. De 1949 à 1955, elle est exploitée par 3 paysans goémoniers, qui y élèvent 12 vaches et la cultivent.
Après l'abandon de cette activité agricole, elle est utilisée entre 1954 et 1959 comme centre de rééducation par le père Albert Laurent, à l'instar de l'île de Balanec. La mission que s'est donnée le père Laurent est de « favoriser le reclassement de jeunes ayant eu des difficultés avec la société », grâce à la vie au grand air et aux travaux des champs.
Plusieurs éducateurs se succèdent sur place (MM. Masselin, Morin et Le Doyen) ; leurs tentatives pour subsister sur les îles grâce à leurs productions propres se soldent par des échecs. « On ne mangeait pas tous les jours », se souvient Hubert de Boissieu, l'un des pensionnaires, qui séjourna quelques mois à Trielen en 1957. Les îliens de Molène voient parfois débarquer les jeunes colons ; ils les surnomment les « bagnards ». « On voyait qu'ils vivaient mal », se souvient Marcel Masson, qui était à l'époque adolescent. Les pensionnaires dépérissent, jusqu'à ce que le père de Jean-Claude Paul, alerté par une lettre de son fils, ne s'inquiète auprès du maire de Molène, M. Bourlès. Celui-ci alerte alors la gendarmerie du Conquet, dont l'enquête a pour conséquence un nouvel abandon des îles de Trielen et Balanec en 1957.
Cependant le père Laurent décide de renouveler l'expérience en confiant les centres à la garde du couple Dumoret. Celui-ci essaye tant bien que mal à l'aide de chevaux et de quelques têtes de bétail d'organiser sa subsistance, mais en vain. Un pensionnaire parvient à s'échapper à l'aide du youyou de Trielen.
À la suite de la constatation de mauvais traitements par la police, des plaintes sont déposées par des parents, des particuliers ayant versé de l'argent et des créanciers. Le prêtre est inculpé pour escroquerie par le parquet de Versailles. Pendant son procès, l'abbé Laurent plaide son innocence. Il accuse le « responsable » du centre de Molène d'avoir « dilapidé les fonds destinés au ravitaillement et vendu les moutons ». Après un réquisitoire « ressemblant fort à une plaidoirie », le prêtre est finalement relaxé par la 12e chambre correctionnelle de la Seine le 31 janvier 1959. Ces révélations mettent toutefois un coup d'arrêt aux expériences et les centres sont alors fermés définitivement.
L'île abandonnée a été acquise par le conseil général du Finistère le 7 février 1972, dans le cadre d'une procédure d'expropriation
se fondant sur un arrêté de déclaration d'utilité publique du 8 novembre 1971. Elle est depuis gérée par l'association  Bretagne vivante SEPNB, dans le cadre de la réserve naturelle nationale d'Iroise, qui l'entretient et y protège la faune et la flore.
Littérature
André Savignon consacre à l'île de Trielen une nouvelle ("A Trielen") dans son recueil Filles de la pluie - Scènes de la vie ouessantine, publié en 1912, réédité notamment en 1934 aux Editions Mornay avec des illustrations de Mathurin Méheut.